# Colomabrug
De Colomabrug is een basculebrug over het Kanaal Leuven-Dijle (ook wel Leuvense Vaart genoemd) in de wijk Coloma van de Belgische stad Mechelen. De brug is eigendom van Waterwegen en Zeekanaal en wordt vanop afstand bediend vanuit de centrale verbindingstoren in Kampenhout, vanwaaruit alle bruggen en sluizen over dit kanaal worden bediend. De brug bestaat uit twee vaste overspanningen in beton en één beweegbaar deel in metaal. Het beweegbare deel bestaat uit een metalen constructie waarop twee bakken geplaatst werden gevuld met asfalt.
De Colomabrug vervangt de Withuisbrug, die in 1968 werd afgebroken. De Colomabrug werd enkele tientallen meters dichter bij het centrum van Mechelen gebouwd, om zo een betere aansluiting te geven op de nieuw aangelegde Europalaan (N227a).
De brug vormt nu nog een belangrijke link tussen de autosnelweg E19, het station en het industrieterrein Ragheno - Leuvensesteenweg. Na de werken aan de stationsomgeving zal de rol van link tussen de E19 en het industrieterrein grotendeels overgenomen worden door een tunnel onder het station.
Battelbrug · Colomabrug · Fonteinbrug · Heffenbrug · Hoogbrug · Katelijnepoortbrug · Koepoortbrug · Kraanbrug · Minderbroedersbrug · Nekkerspoelbrug · Plaisancebrug · Roostenbergbrug · Van Kesbeeckbrug · Walembrug · Winketbrug · Withuisbrug · Zennegatsluisbrug